# Takahasi Ai
Takahasi Ai (高橋 愛; Szakai, Fukui prefektúra, 1986. szeptember 14. –) japán énekesnő, színésznő és modell. A Morning Musume ötödik generációjának tagja, a csapat hatodik vezetője.

## Élete

### 2001–2004
2001-ben csatlakozott a Morning Musume-hez a csapat ötödik generációjának tagjaként. 2002-ben tagja lett az Happy7 nevű kevert csapatnak. 2003-ban feltűnt a „Minimoni the Movie Okashi na daibouken!” című filmben, majd Jagucsi Mari távozásával ő lett a Minimoni negyedik tagja. Ebben az évben bekerült a Morning Musume Sakura Gumi-jába, illetve a 7AIR elnevezésű kevert csapatba is.

### 2005–2008
2005-ben tagja lett az Elegies nevű kevert csapatnak. 2006-ban főszerepet kapott a „Ribbon no kishi the musical” című musicalben, és ebben az évben jelent meg első és mindezidáig egyetlen szóló kislemeze, a „Yume kara samete”. 2007-ben Josizava Hitomi távozásával ő lett a Morning Musume alvezetője, Fudzsimoto Miki távozásával pedig a vezetője. Ugyanezen évben ő lett a H!P saját kickball válogatottjának, a Metro Rabbits H!P-nek a kapitánya is. 2008-ban tagja lett a High King nevű csapatnak, mely többek között a Morning Musume aktuális, „Cinderella the musical” című musicaljét volt hivatott reklámozni. Az év nyarán Niigaki Risza-val karöltve a nyolcvanas évek sikeres japán popduóját, a Pink Lady-t játszották a „Hitmaker Aku Yuu Monogatari” című tévéfilmben.

### 2012–2013
2012 májusában bejelentették, hogy játszani fog a „Taira no Kiyomori” című darabban, majd a „High school uta gekidan Otoko gumi” címűben. Októberben az UP-FRONT CREATE tagja lett, majd a Detective Conan című animében szinkronszerepet kapott.  2013 februárjában bejelentették, hogy szerepet kapott a „Moshimo Kokumin ga shusho wo erandara” című darabban. Márciusban szerepelt a Musuda rovarriasztó reklámjában, májusban modellként szerepelt a Vanquish Venus divatmagazinban, júliusban pedig szóló koncertet adott „Takahashi Ai Sparkling Live in Yuigahama” címmel. Ebben az évben tűnt fel a „Merrily We Roll Along” című musicalben is. Nyáron részt vett a Thaiföldön megrendezésre kerülő Japan Festa 2013-on. Augusztusban a Nikkan Sports arról cikkezett, hogy ő és Abe Kodzsi eljegyezték egymást és tervezik az esküvőt. Szeptemberben születésnapi live-ot tartott, melynek címe „Ai Takahashi Birthday Live 2013 ~HELLO♥27~” volt, de az osakai fellépést törölték egy tájfun miatt. Szeptemberben azt is bejelentették, hogy megjelenteti első divat- és stíluskönyvét, mely tartalmazni fog különféle interjúkat a Morning Musume-ben eltöltött időkkel, szerelemmel, divattal, stílussal kapcsolatban. Októbertől rendszeresen megjelent a „Jikken Keiji Totori 2” című tévésorozatban.

### 2014–2015
2014 Február 14-én regisztráltatta házasságát Abe Koudzsi-val. Márciusban szerepelt a Mushuuda rovarriasztókat gyártó cég reklámjaiban. Ősszel játszani kezdték a “Kara-age☆USA ” című filmet, melyben játszott, majd megjelent második stíluskönyve, az “I have AI”. 2015-ben részt vett a “Hello Pro Kenshuusei Happyoukai 2015 ~Haru no Koukai Jitsuryoku Shindan Test~ “-en, mint bíra. Tavasszal “Datsumo Musume” néven Jagucsi Marival és Cudzsi Nozomival reklámozták a Datsumo Labo cég szőrtelenítő eszközeit. Nyáron közreműködött a PEACH JOHN női fehérneműket és egyéb ruházati cikkeket gyártó céggel a “Love&Peach” elnevezésű kollekcióban. Szeptemberben a hasonló elnevezésű kampányban is részt vett, melynek elsődleges célja gyermekek ruházkodásának  segítése világszerte, mindez pedig a szeptember 11-i amerikai terrortámadások évfordulója kapcsán. Októberben csizmákat népszerűsítve lett az ASBee modellje.

### 2016–2017
2016 tavaszán szerepelt a “Hoshi Boshi no Yakusoku” című filmben. Augusztusban újra közreműködött a Love&Peach kampányában, majd szeptemberben megjelent harmadik stíluskönyve, a “30”. Novemberben szerepelt a “Ai to Yaiko Getabako” termék reklámjában. 2017 februárjában modellkedett a Kucusitaja-nak és a Right-on-nak, majd mint speciális vendég részt vett az AKB48 tag Kodzsima Haruna graduáló koncertjén, ahol H!P dalokat énekelt néhány AKB48 taggal. Áprilisban bejelentették, hogy a WEGO-val együttműködve eper-témájú ruhákat fognak gyártani. Májusban szerepelt a Siszeido Szenka új arclemosójának reklámjában.

## Diszkográfia
| # | Cím                               | Kiadási dátum |
| - | --------------------------------- | ------------- |
| 1 | "Yume Kara Samete" (夢から醒めて) | 2006          |

## Filmográfia

### Drámák
| Cím                                                                    | Kezdő dátum        | Befejezés dátuma   |
| ---------------------------------------------------------------------- | ------------------ | ------------------ |
| Angel Hearts                                                           | 2002               | 2002               |
| Mini Moni's Brementown Musicians (ミニモニ。でブレーメンの音楽隊)      | 2005. január 10.   | 2005. január 31.   |
| Hitmaker Aku Yuu Monogatari (ヒットメーカー 阿久悠物語)                | 2008. augusztus 1. | 2008. augusztus 1. |
| Q.E.D Shōmei Shūryō (Q.E.D 証明終了)                                   | 2009. január 8.    | 2009. március 12.  |
| Koi Choco – Bitter Sweet Angel (恋のチョコ-ビタースウィートエンジェル) | 2011. február 14.  |                    |

### Tv műsorok
| Show                                                                        | Kezdő dátum          | Befejezés dátuma          | Hálózat  |
| --------------------------------------------------------------------------- | -------------------- | ------------------------- | -------- |
| Hello! Morning (ハロー！モーニング。)                                       | 2001                 | 2007. április 1.          | TV Tokyo |
| Matthew's Best Hit TV                                                       | 2002. május 29.      | 2002. május 29.           | TV Asahi |
| Tin Tin Town! (ティンティンTown!)                                           | 2002. július 5.      | 2004. március 26          | Nihon TV |
| Sore Yuke! Gorokkies (それゆけ!ゴロッキーズ)                                | 2003. szeptember 29. | 2003. december 26.        | TV Tokyo |
| Futarigoto (二人ゴト)                                                       | 2004. április 21.    | 2004. április 23.         | TV Tokyo |
| Futarigoto (二人ゴト)                                                       | 2004. július 23.     | July 29, 2004. július 29. | TV Tokyo |
| Majokko Rika-chan no Magical v-u-den (魔女っ娘。梨華ちゃんのマジカル美勇伝) | 2004. december 1.    | 2004. december 6.         | TV Tokyo |
| Majokko Rika-chan no Magical v-u-den (魔女っ娘。梨華ちゃんのマジカル美勇伝) | 2004. december 16.   | 2004. december 17.        | TV Tokyo |
| Musume Dokyu! (娘DOKYU!)                                                    | 2005. április 4.     | 2005. június 8.           | TV Tokyo |
| Haromoni@ (ハロモニ@)                                                       | 2007. április 8.     | 2008. szeptember 28.      | TV Tokyo |
| Yorosen! (よろセン!)                                                        | 2008. október 6.     | 2009. március 27.         | TV Tokyo |

## Külső linkek
- Hivatalos blog
- Morning Musume: Hivatalos Hello! Project profil